# NGC 5647
NGC 5647 is een spiraalvormig sterrenstelsel in het sterrenbeeld Ossenhoeder. Het hemelobject werd op 11 juni 1880 ontdekt door de Franse astronoom Édouard Jean-Marie Stephan.

## Synoniemen
- UGC 9329
- MCG 2-37-17
- ZWG 75.58
- NPM1G +12.0393
- PGC 51843